# バロック・ハープ

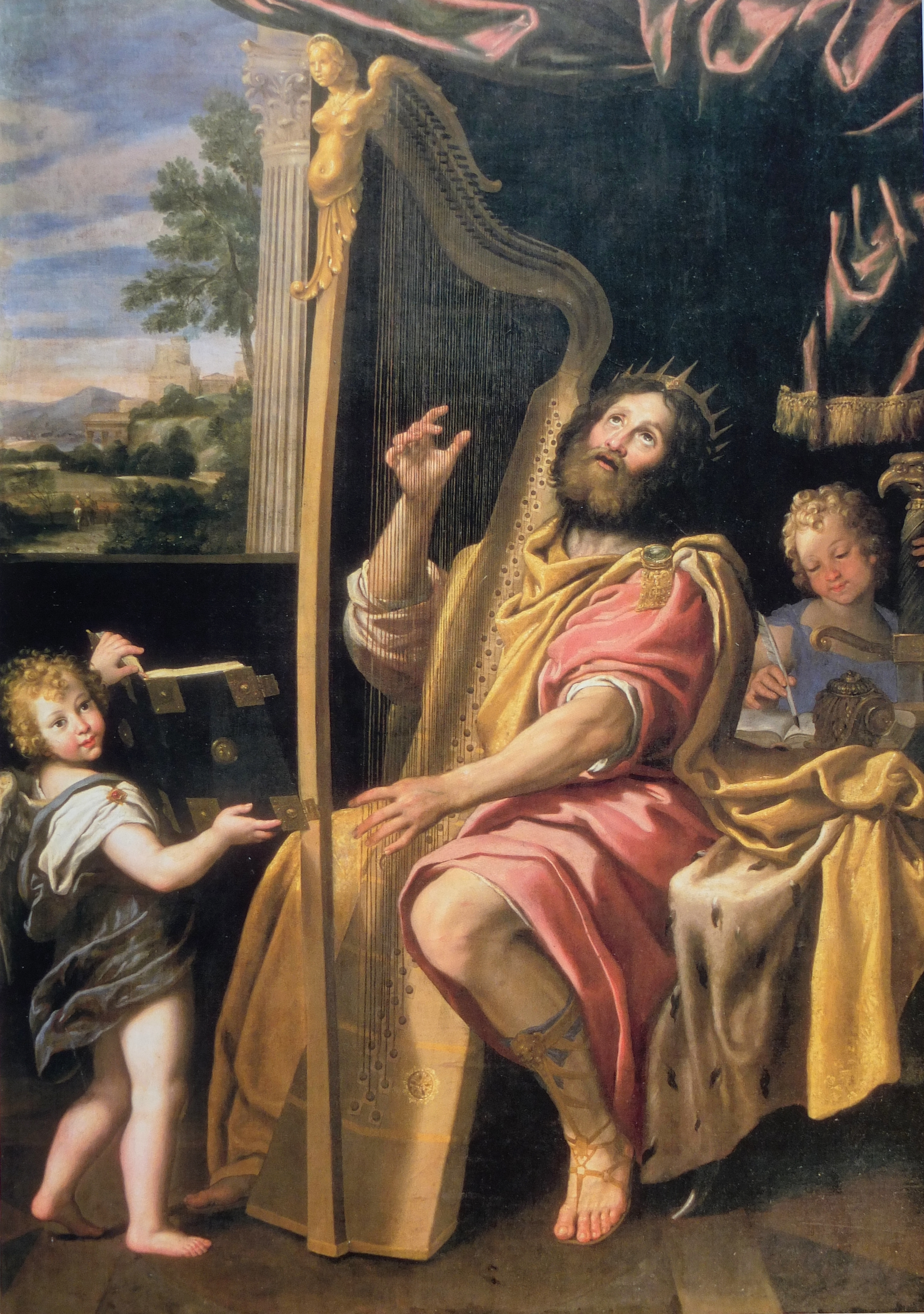
ハープを弾くダビデ。ドメニキーノ画。

バロック・ハープ(Baroque Harp)は、17世紀から18世紀にかけて使われたハープの一種で、ペダルアクションを使わずにすべての半音を演奏することができた。古楽器の一種で、トリプルハープとも呼ばれる。

## 概要

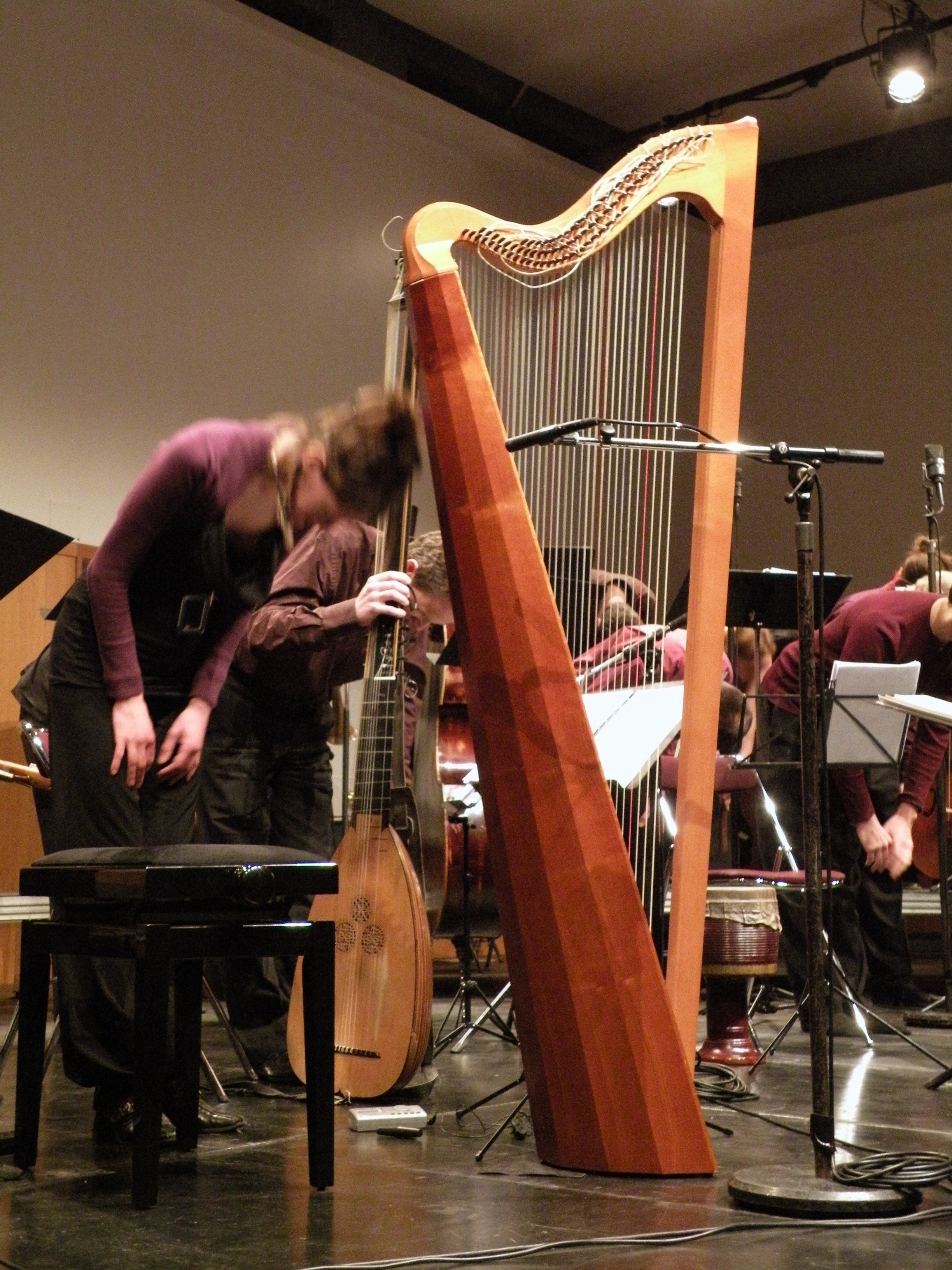

トリプルハープは16世紀末から17世紀の初めにかけてイタリアで発明され、17世紀に広く普及したが、ペダルアクションが発明され衰退した。
現在のダブル・アクション・ペダル・ハープと大きく異なる点は、ペダルが存在しない点、そして弦が3列に張られている事である。弦の並びは両脇がピアノの白鍵にあたるダイヤトニック、真ん中の列が黒鍵の並びになっている(クロマティック・ハープとは異なる)。よって、両脇の弦の間から指を入れて真ん中の弦を弾く必要がある。現代のダブル・アクション・ペダル・ハープが主に47本の弦を有するのに対し、100本程の弦が張られている。ただし、テンションはダブル・アクション・ペダル・ハープに比べ低く、細い。主にガット弦が用いられるが、一部フロロカーボンなども使用される。調律法は現代の平均律ではなく、ミーン・トーン、ヤング、ヴァロッティなどが多い。バロック時代以降トリプルハープはほとんどの地域で滅んだが、ウェールズでは現代まで細々と生き残った。まれにこの楽器のために、新作が書かれることがある。日本ではゲーム音楽のために使用されたことがある。

## 現代の著名なバロック・ハープ奏者
- 西山まりえ
- アンドリュー・ローレンス=キング
- マーラ・ガラッシ

## バロック・ハープを制作している工房
ライナー・トゥーラウ(独ヴィース・バーデン)

## バロック・ハープで演奏されているCD
- 『西山まりえ(バロック・ハープ ソロ) バロック・ハープとの出会い L'incontro con l'arpa barocca（16-17世紀イタリアの作品）』OMF KCD-2034
- 『ローレンス=キング バッハ:シャコンヌ〜シークレット・オブ・セミトーン』独ハルモニア・ムンディ
- 「NO EARLY MUSIC, NO LIFE ?  アーリー・ミュージックでメッセージを !」 OMF KCD-2035

## 関連記事
- ハープ
- 古楽
- ガット